# Арсеньев, Митрофан Александрович
Митрофа́н Алекса́ндрович Арсе́ньев (27 февраля (11 марта) 1837 — 12 (25) мая 1905, Москва) — русский архитектор.

## Биография
В молодости служил на военной службе.
Был вольноприходящим студентом Императорской Академии Художеств. В 1866 году получил от ИАХ звание свободного художника архитектуры за «проект церкви на 850 чел». Состоял в Московском архитектурном обществе членом-соревнователем. В 1894 году работал архитектором при Братолюбивом обществе снабжения в Москве неимущих квартирами. После пожара в 1885 году занимался восстановлением Солодовниковского пассажа (не сохранился). Жил на Петровке, 38 и в Путинковском переулке, 10. Похоронен в Москве на Пятницком кладбище.

## Постройки
В числе его работ:
- Доходный дом Кудрявцевых (В. В. Журавлева) (1874, Москва, Архангельский переулок, 3);
- Жилой корпус Н. Мараева (Мараевой) (1875, Москва, Старая Басманная улица, 18);
- Перестройка дома Бажановой (1875, Москва, Улица Покровка, 42);
- Доходный дом Г. П. Лазарика (1876, Москва, Улица Петровка, 26/2/27 — Неглинная улица, 27 — Крапивенский переулок, 2)[4];
- Доходный дом (1877, Москва, Арбат, 55), совместно с Н. П. Хорошкевичем;
- Дом для вдов и сирот В. И. Фирсановой с домовой церковью (1883, Москва, Электрический переулок, 5/10 — Улица Грузинский Вал 10/5);
- Церковь Николая Чудотворца (1884, с. Бутурлино Серпуховского района Московской области)[5];
- Городская усадьба Я. И. Чекойского — М. С. Калмыкова — Доходное владение В. С. Мышецкого (1884, Москва, Варсонофьевский переулок, 2/10 — Улица Рождественка, 10/2)[4];
- Доходный дом (1888, Москва, Старопименовский переулок, 1), разрушен в 1994 году;
- Доходный дом Шаблыкина (1890, Москва, Тверская улица, 23);
- Доходный дом (1890, Москва, Тверская улица, 26);
- Доходный дом (1891, Москва, Никитский переулок, 5);
- Торговый дом Д. И. Филиппова (гостиница «Люкс»)(1891, Москва, Тверская улица, 10), перестроен;
- Доходный дом Братолюбивого общества снабжения в Москве неимущих квартирами (1892, Москва, Моховая улица, 10, строение 2)[4];
- Доходный дом Федосюк (1893, Москва, Садовая-Сухаревская улица, 6/37 — Трубная улица, 37/6)[6];
- Доходный дом Е. З. Мелас — С. И. Малютина (1896, Москва, Рождественский бульвар, 22/23 — Большая Лубянка, 23/22);
- Городская усадьба П. Ф. Митькова — А. Н. Арбатской (?, Москва, Милютинский переулок, 16, строение 1)[4];
- Конторское здание (1901, Москва, Улица Кузнецкий Мост, 3).